# Derrame de petróleo de Norilsk
El derrame de petróleo de Norilsk  es un desastre industrial cerca de la ciudad de Norilsk, Krai de Krasnoyarsk, Rusia. Comenzó el 29 de mayo de 2020 cuando un tanque de almacenamiento en una central térmica de Nornickel colapsó, inundando los ríos locales con hasta 42,000 metros cúbicos (35,000 toneladas) de diésel. El presidente ruso, Vladímir Putin, declaró estado de emergencia a principios de junio. El accidente ha sido descrito como el segundo derrame de petróleo más grande en la historia moderna de Rusia.

## Causa

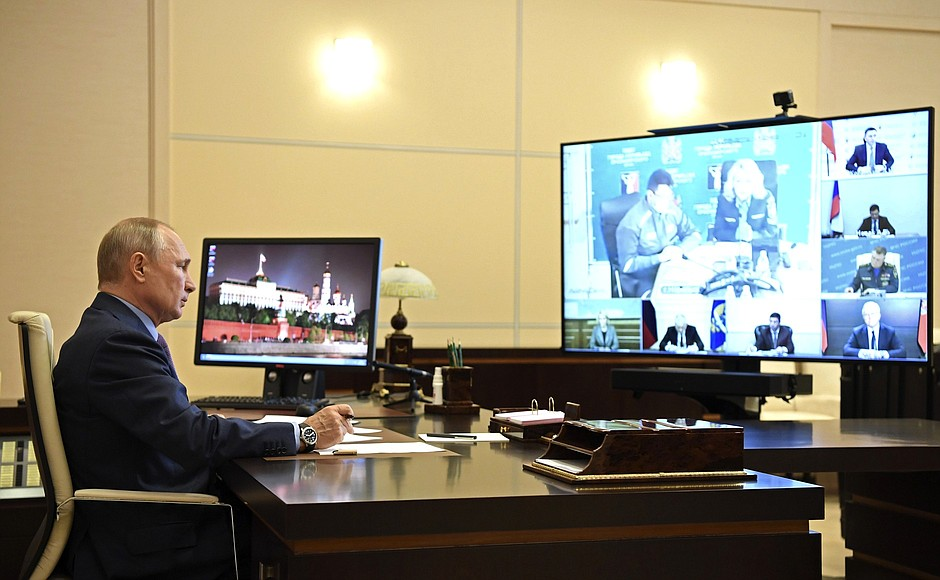
Vladímir Putin celebró una reunión sobre las medidas que se están tomando para limpiar una fuga de combustible diésel en el territorio de Krasnoyarsk.

El gasóleo se utiliza como combustible de respaldo para la central térmica y eléctrica de carbón Norilsk-Taimyr Energy (NTEK). El tanque de almacenamiento de combustible 5 falló a través de los agujeros en el fondo del tanque, causado por la formación de corrosión ulcerosa. En 2014, la agencia reguladora rusa de recursos naturales Rostekhnadzor ordenó a la compañía que, para 2015, limpiara la superficie exterior de las paredes y el techo de los tanques de óxido y restaurara el recubrimiento anticorrosivo, y para octubre de 2016, para llevar a cabo inspección destructiva de los fondos del tanque. A pesar de estas solicitudes del gobierno ruso, Norilsk-Taimyr Energy no tomó las medidas solicitadas para evitar un fallo del tanque 5. 
Nornickel afirmó que el tanque 5 falló cuando el permafrost en el que se construyó comenzó a suavizarse. La compañía declaró: "Debido al hundimiento repentino de los soportes que sirvieron durante más de 30 años sin problemas, el tanque de almacenamiento de combustible diésel se dañó, lo que resultó en una fuga de combustible".